# Aimargues
Aimargues är en kommun i departementet Gard i regionen Occitanien i södra Frankrike. Kommunen ligger i kantonen Rhôny-Vidourle som tillhör arrondissementet Nîmes. År 2022 hade Aimargues 5 806 invånare.

## Befolkningsutveckling
Antalet invånare i kommunen Aimargues
Referens:INSEE